# Psammotettix poecilus
Psammotettix poecilus är en insektsart som beskrevs av Flor 1861. Psammotettix poecilus ingår i släktet Psammotettix och familjen dvärgstritar. Arten är reproducerande i Sverige. Inga underarter finns listade i Catalogue of Life.